# Municipio de Washington (condado de Grundy, Misuri)
El municipio de Washington (en inglés: Washington Township) es un municipio ubicado en el condado de Grundy en el estado estadounidense de Misuri. En el año 2010 tenía una población de 114 habitantes y una densidad poblacional de 2,1 personas por km².

## Geografía
El municipio de Washington se encuentra ubicado en las coordenadas 40°14′32″N 93°41′54″O / 40.24222, -93.69833. Según la Oficina del Censo de los Estados Unidos, el municipio tiene una superficie total de 54.36 km², de la cual 54,15 km² corresponden a tierra firme y (0,39 %) 0,21 km² es agua.

## Demografía
Según el censo de 2010, había 114 personas residiendo en el municipio de Washington. La densidad de población era de 2,1 hab./km². De los 114 habitantes, el municipio de Washington estaba compuesto por el 95,61 % blancos, el 0,88 % eran amerindios y el 3,51 % eran de una mezcla de razas. Del total de la población el 7,89 % eran hispanos o latinos de cualquier raza.